# Église Saint-Julien-et-Saint-Germain de Lòria
L'église Saint-Julien-et-Saint-Germain (catalan : església de Sant Julià i Sant Germà) est une église située dans la ville et la paroisse de Sant Julià de Lòria, en Andorre. Depuis 2003, l'église est protégée comme bien d'intérêt culturel de l'Andorre.

## Historique
D'origine romane, elle a été restaurée et rénovée de façon moderne, bien qu'elle conserve encore le clocher lombard. 
Au XVIIIe siècle, la nef et l'abside sont modifiées. En 1940, la nef est démolie pour en construire une nouvelle rectangulaire avec une façade architecturale en granite. En 1974, la nef est agrandie en supprimant le conjurador et le cimetière. Son axe d'orientation a été modifié nord-sud de sorte que l'abside baroque reste au narthex et l'abside actuelle correspond à la façade en granite de 1940 ornée de vitraux. 

## Description

### Extérieur
Placé côté nord, le clocher lombard à trois étages est carré et massif, réalisé avec un appareil bien ordonné de bloc en pierre aux dimensions régulières, avec des arcatures et des lésènes. Les trois étages du clocher s'élèvent par-dessus le niveau de la toiture de l'église actuelle. Les deux premiers étages de la tour alternent deux fenêtres géminées (faces sud et nord) et d'autres de grande ouverture (faces est et ouest), la partie supérieure présente une frise à arcatures lombardes, au troisième étage les fenêtres ont été modifiées pour placer la cloche.  
La façade principale, face à l'avenue Verge de Canòlic, suit les caractéristiques de l'architecture du granite, avec un parement fait en blocs irréguliers et des frises de blocs rectangulaires en carreaux sur les angles. 
Elle est couronnée d'un petit clocher-mur intégrant une cloche. En son centre, la porte d'entrée possède un arc en plein cintre et des vitraux sur la partie supérieure.

### Intérieur
À l'intérieur, l'église renferme un mobilier très riche allant de l'époque romane à l'année 2019 où une rénovation complète a été faite à l'occasion du 20e anniversaire du couronnement de Notre-Dame de Canòlic.
L'église est ornée de sculptures romanes du XIIe siècle, de sculptures et de deux retables baroques et de tableaux de l'artiste Antoni Viladomat (en), chefs-d'œuvre du baroque andorran. 
Le retable principal dédié à saint Julien et saint Germain, datant de 1622, est l'œuvre du sculpteur Antoni Tremulles et du peintre et doreur Pere Carreu. Le second retable est dédié à l'Immaculée Conception et daté de 1686, il est l'œuvre d'Isidre Clusa et du Maître de Santa Llúcia.
En 2012, une sculpture de saint Josemaría Escrivá de Balaguer a été installée, œuvre du sculpteur Rebeca Muñoz, en position de prier devant l'ancien retable. Cela commémore qu'en 1937, c'était la première église d'Andorre à être visitée par le saint sur son chemin à travers les Pyrénées, fuyant la persécution religieuse pendant la guerre civile. 
En 2019, une rénovation complète de l'intérieur a permis de refaire les bancs de la nef, d'embellir le maître-autel, le presbytère et de concevoir une chapelle exclusivement dédiée à la Vierge de Canòlic, la sainte patronne de Sant Julià de Lòria. Depuis le mois de mai 2019, environ 200 m2 des mosaïques de Marko Ivan Rupnik ont été posées dans le chancel et les chapelles latérales.
Dans le chancel, un nouvel autel simple et blanc est entouré par des mosaïques. Derrière l'autel, la plus importante représente le Christ en Majesté accompagné par sainte Marie, saint Pierre, saint Julien, saint Germain, saint Paul et saint Jean Baptiste. À droite, une mosaïque représente la Nativité, avec la Vierge caressant l'Enfant, qui dort dans une simple crèche en bois, accompagnée de saint Joseph. À gauche de l'autel, la mosaïque représente la résurrection de Jésus et l'apparition face à ses disciples.
Une chapelle a été conçue uniquement pour la statue romane de la Vierge de Canòlic en bois polychrome à la détrempe protégée par une vitre. La chapelle est décorée avec une mosaïque en tesselles, une décoration verticale dénuée de représentation. La Vierge de Canòlic est un exemple rural de facture austère, hiératique, dénuée d’expressivité et de mouvement. 
Au sein d'une absidiole latérale, les fonts baptismaux de l'église faits à partir d'une pierre de granite monolithique, datant de la deuxième moitié du XIIe siècle, sont un des rares éléments de l'église romane primitive ayant été conservés. Ils sont entourés d'une grande mosaïque de tesselles représentant le baptême du Christ.

## Galerie de photographies

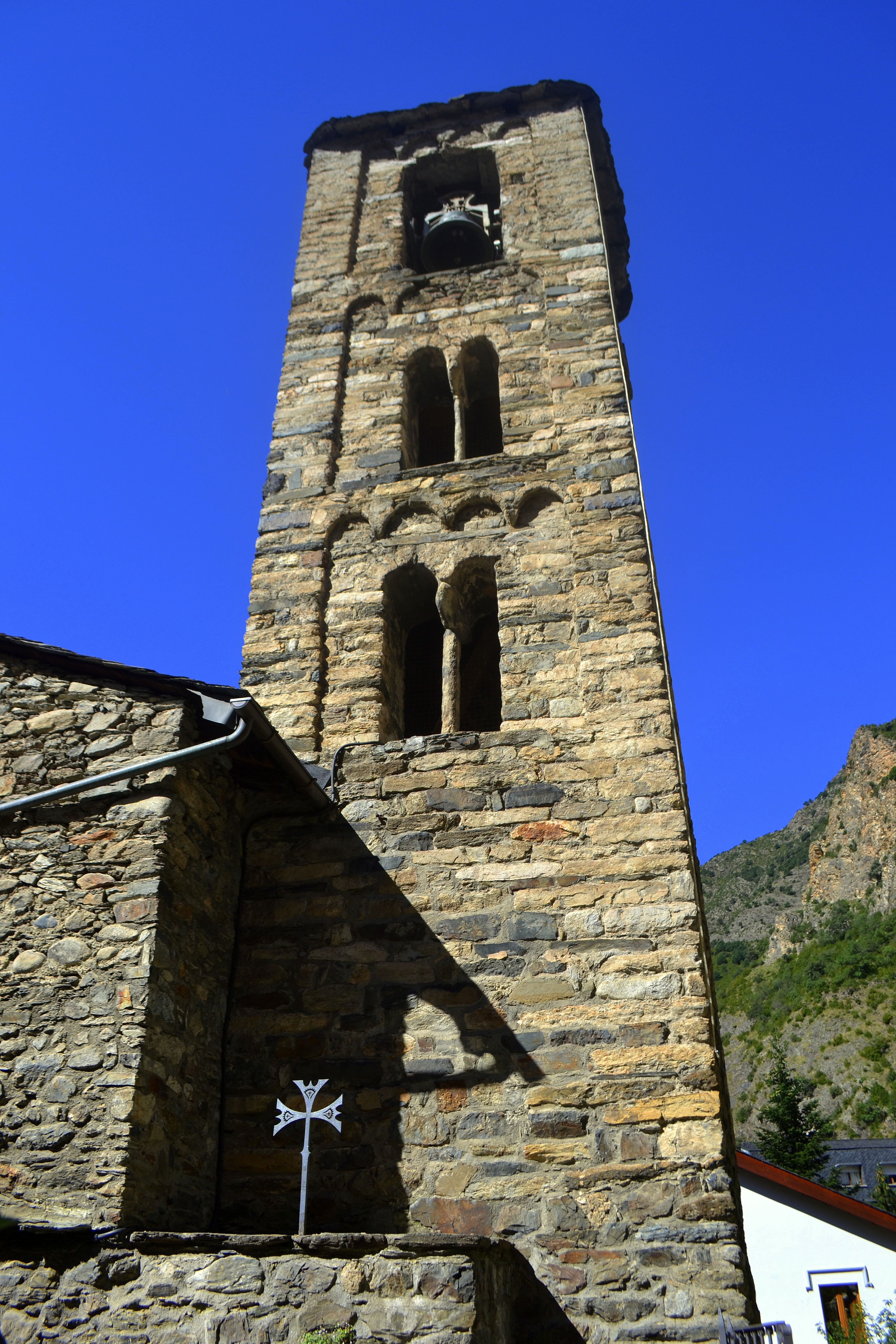
Tour depuis le sud-ouest
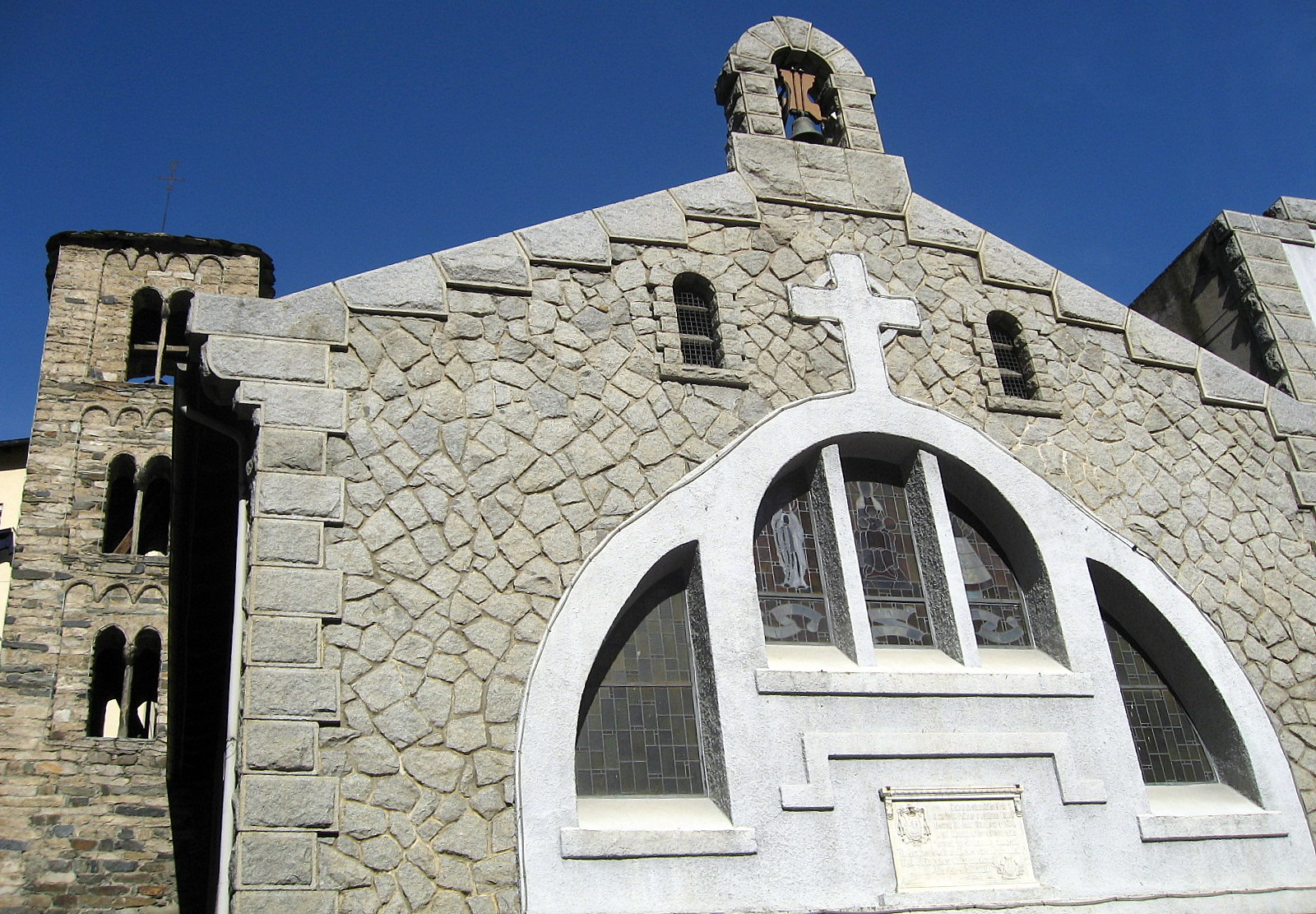
Façade principale
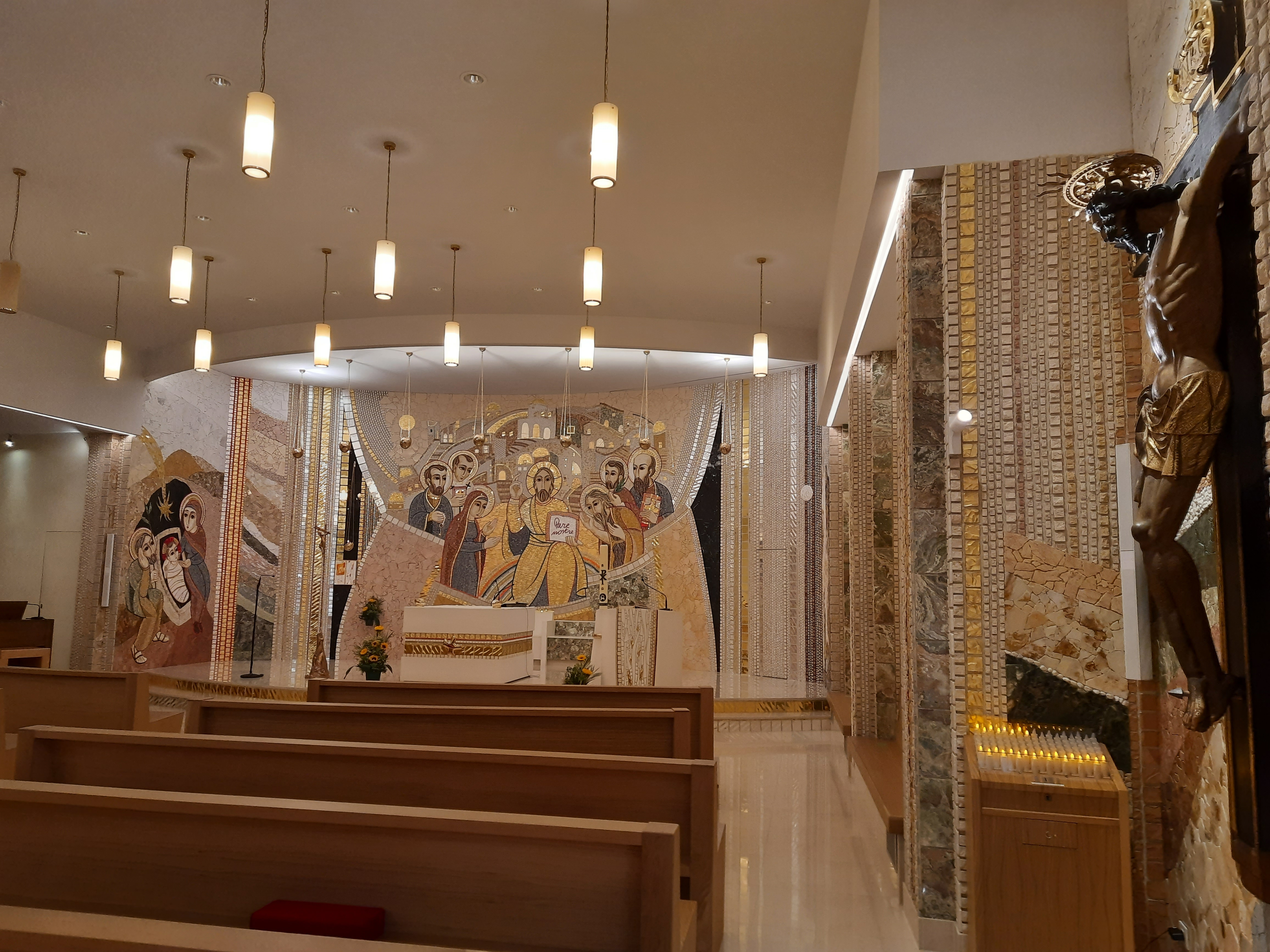
La nef et le chancel rénovés

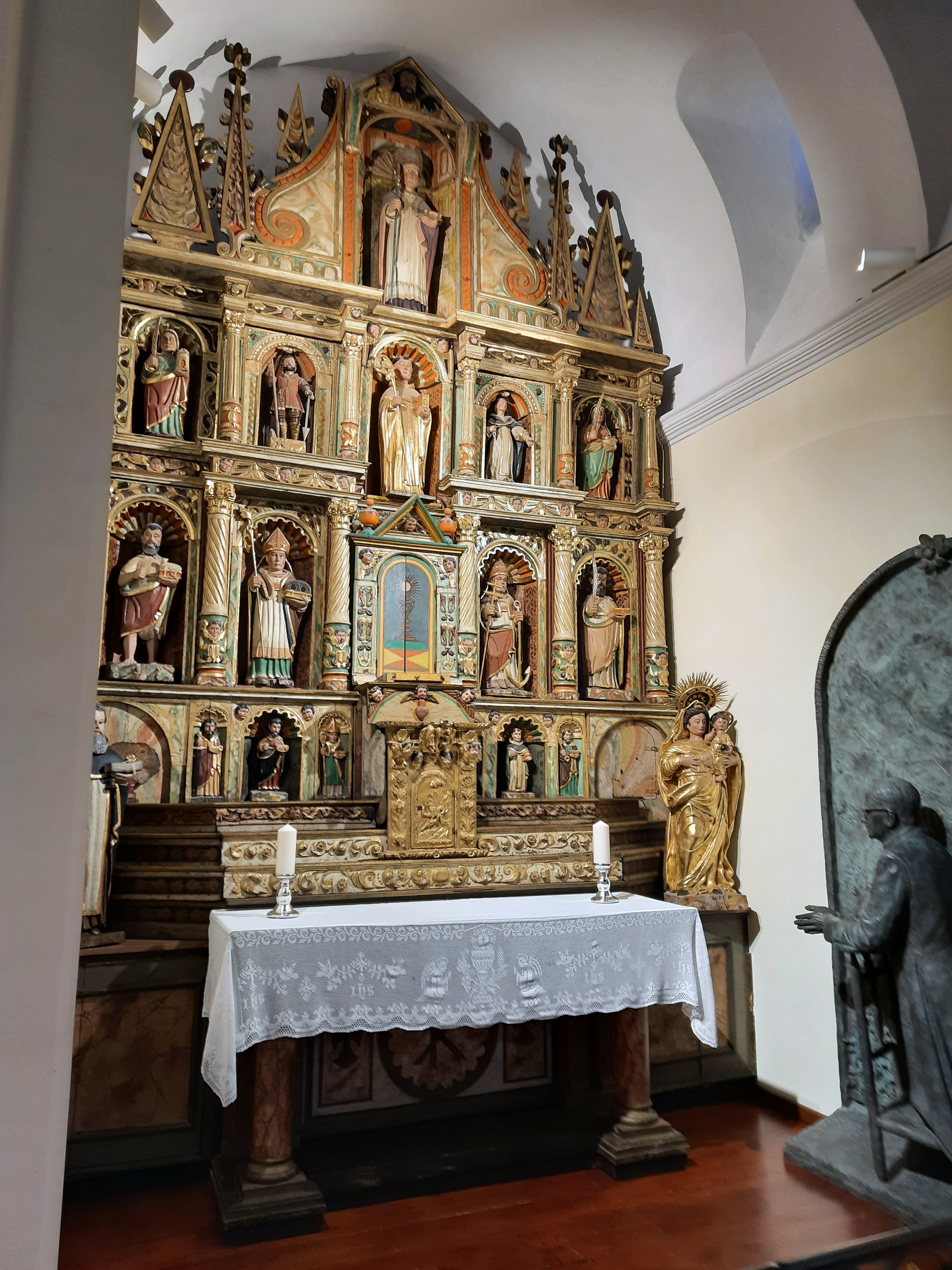
Retable principal
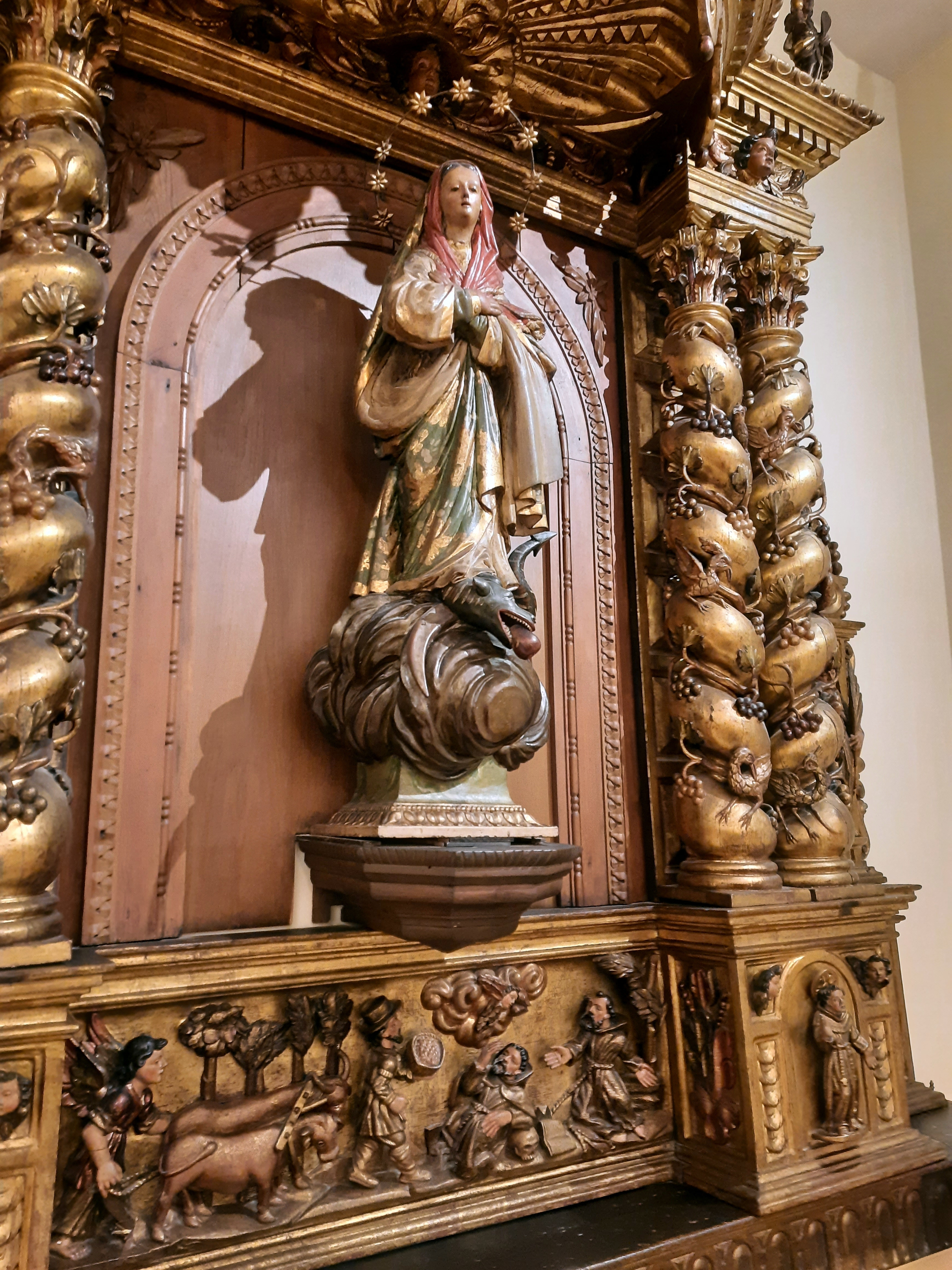
Retable de l'Immaculée Conception
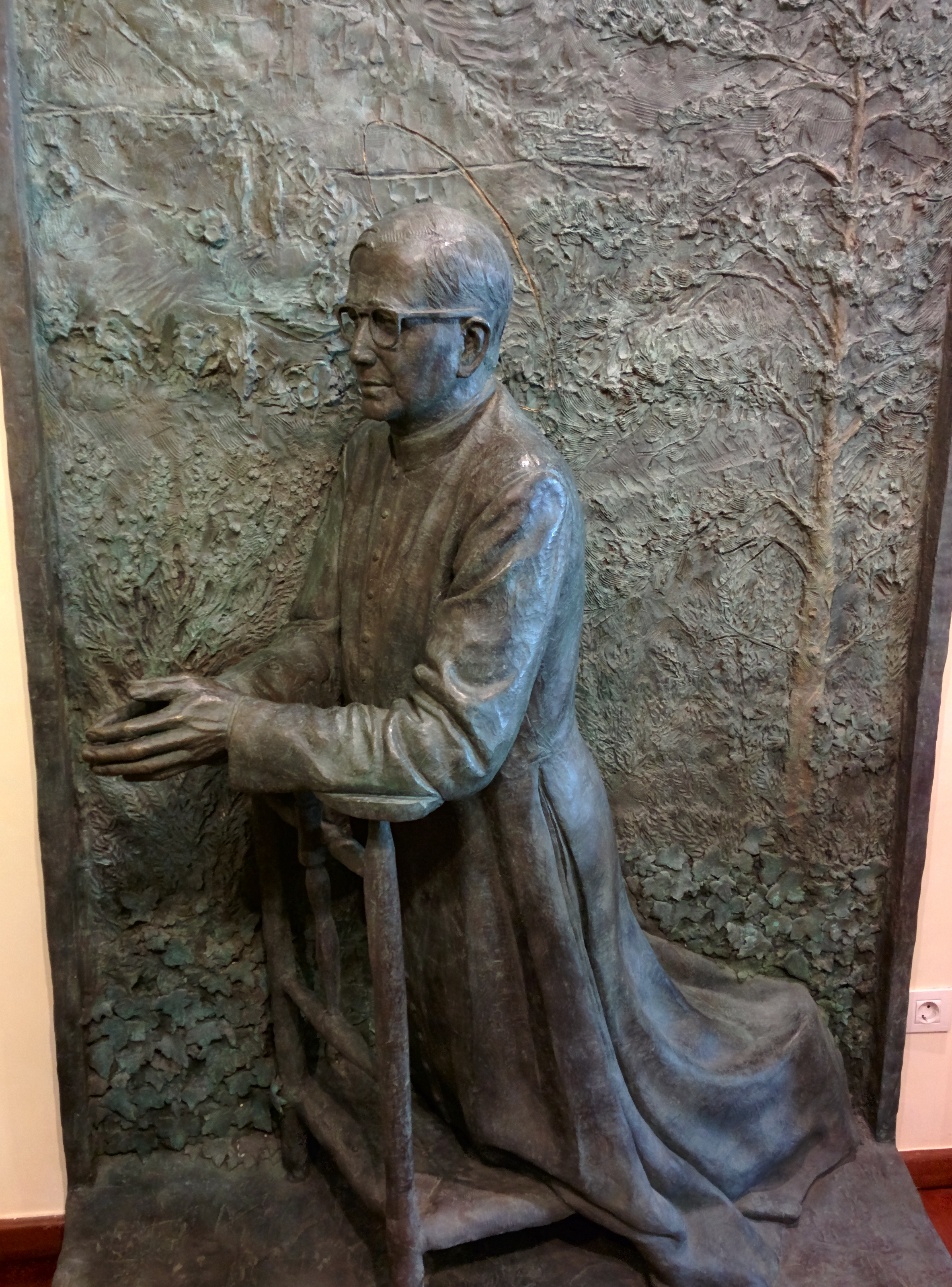
Statue de Josemaría Escrivá de Balaguer
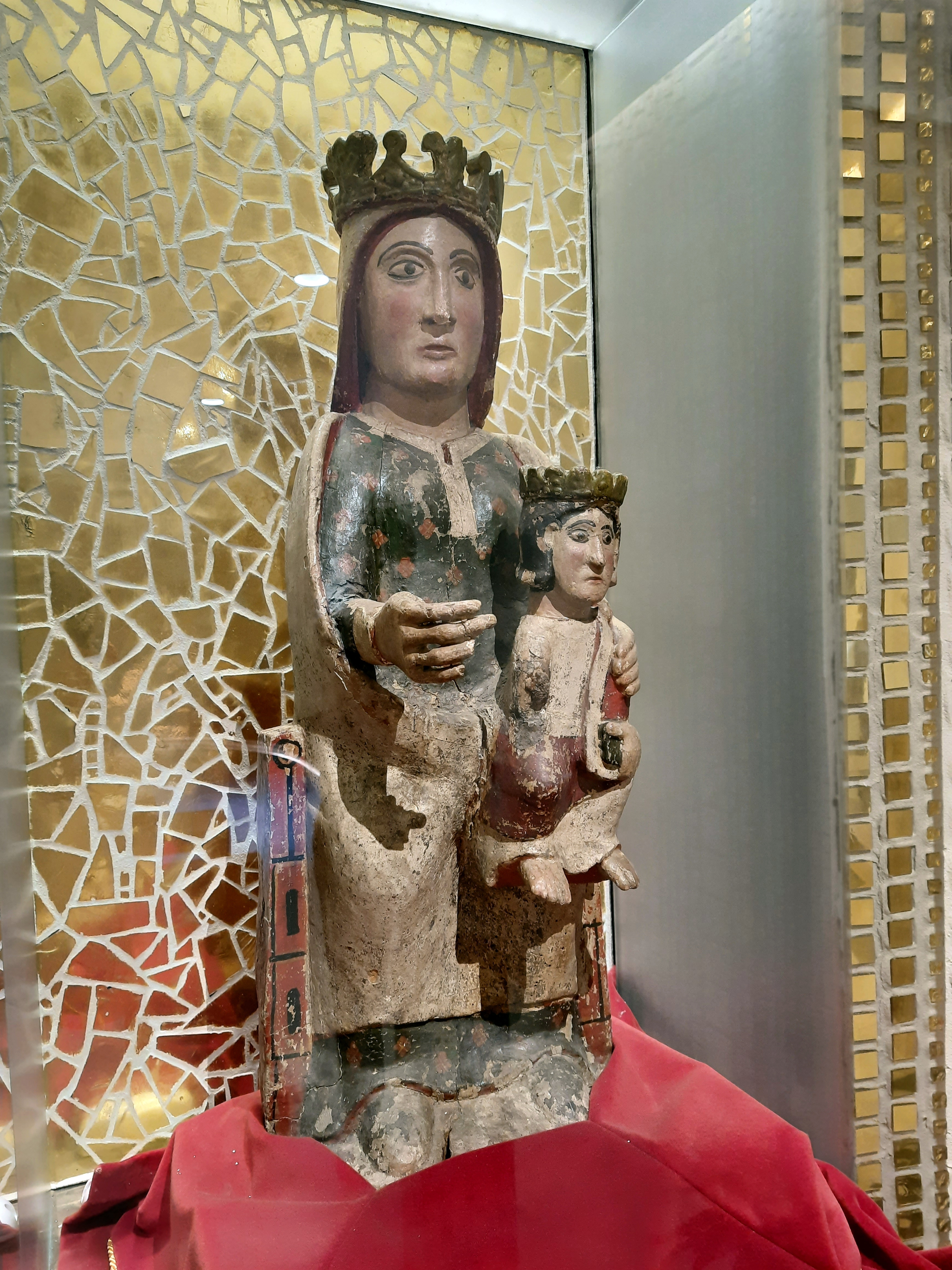
Vierge de Canòlic
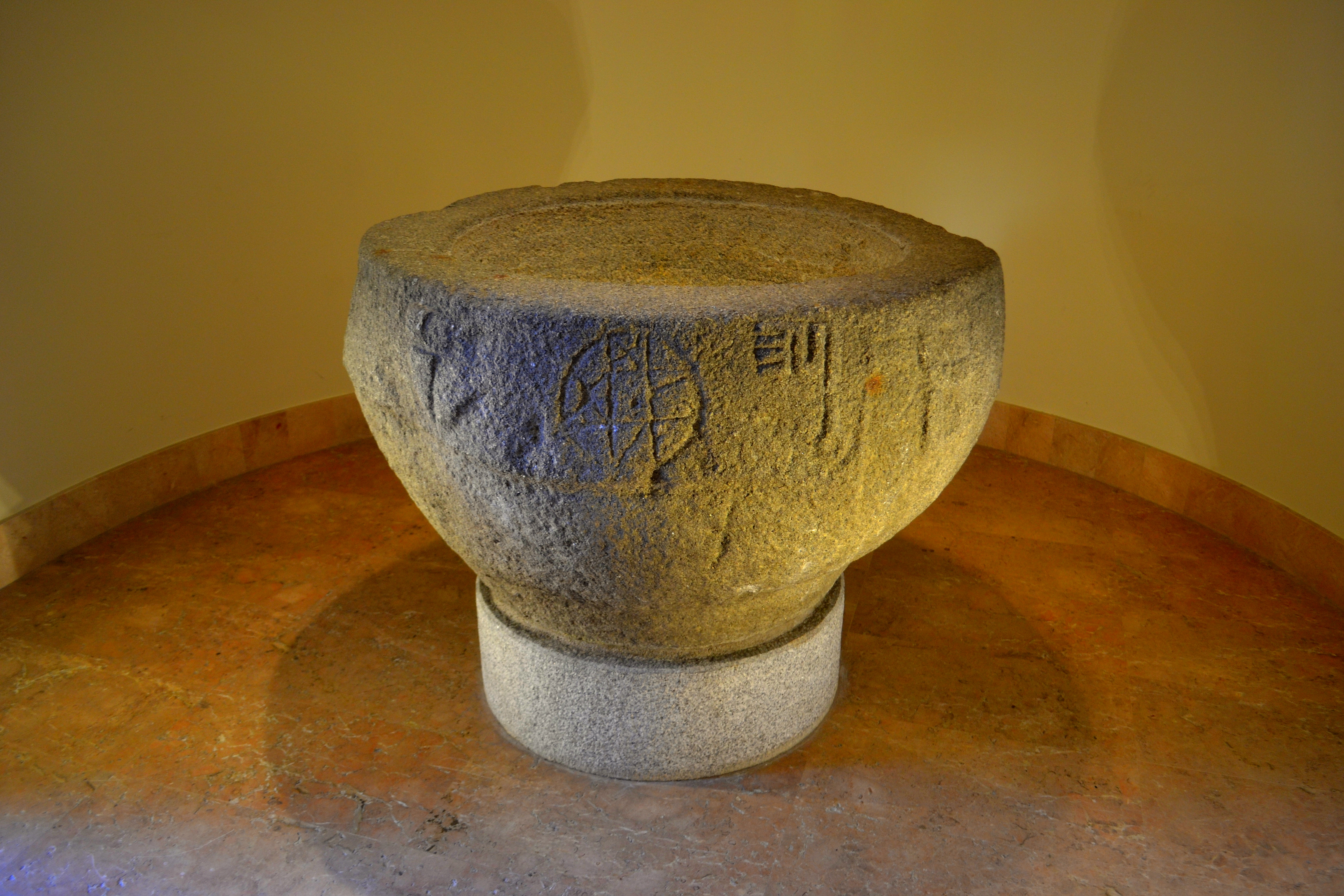
Fonts baptismaux